# Gradi della Marina imperiale giapponese
Di seguito, vengono elencati i distintivi di grado della Marina imperiale giapponese adottati a partire dal 1931 al 1945. Sono quindi la foggia con la quale erano riconoscibili i gradi durante la seconda guerra mondiale, al cui termine la Marina imperiale cambiò struttura e denominazione.

## Ufficiali
Le denominazioni e la sequenza gerarchica dei gradi giapponesi erano impostate nello stesso modo, sia nell'Esercito imperiale sia nella Marina: l'unica distinzione era la collocazione della parola Rikugun ("esercito") o Kaigun ("marina") prima del nome del grado. Così, per esempio, un ufficiale della Marina imperiale equivalente a un capitano di corvetta e un maggiore dell'Esercito imperiale erano chiamati con lo stesso nome: Shōsa. La differenza era che l'ufficiale dell'esercito era un Rikugun shōsa, mentre Kaigun shōsa era l'equivalente della marina. Due eccezioni erano fatte per i gradi di colonnello (Kaigun daisa) e capitano (Kaigun dai-i), rispettivamente Rikugun taisa e Rikugun tai-i nell'esercito. Tale diversità era ravvisabile solo nella pronuncia, che nel caso della marina era influenzata dal dialetto di Satsuma.
| Categorie                              | Categorie                              | Gradi (traduzione letterale)                                                                    | Traduzione italiana                      | Paramano | Controspallina o colletto                        | Bandiera                              | Bandiera                              | Bandiera                              | Bandiera                              |
| Categorie                              | Categorie                              | Gradi (traduzione letterale)                                                                    | Traduzione italiana                      | Paramano | Controspallina o colletto                        | 1870-1871                             | 1871-1889                             | 1889-1896                             | 1896-1945                             |
| -------------------------------------- | -------------------------------------- | ----------------------------------------------------------------------------------------------- | ---------------------------------------- | -------- | ------------------------------------------------ | ------------------------------------- | ------------------------------------- | ------------------------------------- | ------------------------------------- |
| 天皇陛下 (Ten'nō heika ?, (Imperatore) | 天皇陛下 (Ten'nō heika ?, (Imperatore) | 大元帥海軍大将 Daigensui-kaigun-taishō (Primo maresciallo generale di corpo d'armata navale?)   | Primo maresciallo ammiraglio dell'Impero |          |                                                  |                                       |                                       |                                       |                                       |
| 士官 Ufficiali della marina            | 将官 (Ufficiali ammiragli)             | 元帥海軍大将 (Gensui-kaigun-taishō ?, (Maresciallo generale di corpo d'armata navale)           | Maresciallo ammiraglio                   |          | come l'ammiraglio, più placca smaltata sul petto |                                       |                                       |                                       |                                       |
| 士官 Ufficiali della marina            | 将官 (Ufficiali ammiragli)             | 海軍大将 (Kaigun-taishō ?, (Generale di corpo d'armata navale) (Grande ufficiale della marina)) | Ammiraglio                               |          |                                                  |                                       |                                       |                                       |                                       |
| 士官 Ufficiali della marina            | 将官 (Ufficiali ammiragli)             | 海軍中将 (Kaigun-chūjō ?, (Generale di divisione navale) (Medio ufficiale della marina))        | Viceammiraglio                           |          |                                                  |                                       |                                       |                                       |                                       |
| 士官 Ufficiali della marina            | 将官 (Ufficiali ammiragli)             | 海軍少将 (Kaigun-shōshō ?, (Generale di brigata navale) (Basso ufficiale della marina))         | Contrammiraglio                          |          |                                                  |                                       |                                       |                                       |                                       |
| 士官 Ufficiali della marina            | 佐官 (Ufficiali superiori)             | 海軍大佐 (Kaigun-daisa ?, (Colonnello navale) (Grande colonnello della marina))                 | Capitano di vascello                     |          |                                                  | senza una propria bandiera distintiva | senza una propria bandiera distintiva | senza una propria bandiera distintiva |                                       |
| 士官 Ufficiali della marina            | 佐官 (Ufficiali superiori)             | 海軍中佐 (Kaigun-chūsa ?, (Tenente colonnello navale) (Medio colonnello della marina))          | Capitano di fregata                      |          |                                                  | senza una propria bandiera distintiva | senza una propria bandiera distintiva | senza una propria bandiera distintiva |                                       |
| 士官 Ufficiali della marina            | 佐官 (Ufficiali superiori)             | 海軍少佐 (Kaigun-shōsa ?, (Maggiore navale) (Basso colonnello della marina))                    | Capitano di corvetta                     |          |                                                  | senza una propria bandiera distintiva | senza una propria bandiera distintiva | senza una propria bandiera distintiva |                                       |
| 士官 Ufficiali della marina            | 尉官 (Ufficiali inferiori)             | 海軍大尉 (Kaigun-daii ?, (Capitano navale) (Grande tenente della marina))                       | Tenente di vascello                      |          |                                                  | senza una propria bandiera distintiva | senza una propria bandiera distintiva | senza una propria bandiera distintiva | senza una propria bandiera distintiva |
| 士官 Ufficiali della marina            | 尉官 (Ufficiali inferiori)             | 海軍中尉 (Kaigun-chūi ?, (Tenente navale) (Medio tenente della marina))                         | Sottotenente di vascello                 |          |                                                  | senza una propria bandiera distintiva | senza una propria bandiera distintiva | senza una propria bandiera distintiva | senza una propria bandiera distintiva |
| 士官 Ufficiali della marina            | 尉官 (Ufficiali inferiori)             | 海軍少尉 (Kaigun-shōi ?, (Sottotenente navale) (Basso tenente della marina))                    | Guardiamarina                            |          |                                                  | senza una propria bandiera distintiva | senza una propria bandiera distintiva | senza una propria bandiera distintiva | senza una propria bandiera distintiva |

## Sottufficiali e graduati
I sottufficiali della Marina imperiale erano selezionati tra i graduati e promossi dopo un anno di addestramento alla scuola per sergenti. La denominazione dei sottufficiali e dei graduati cambiò in seguito a una riforma nel 1942. Di seguito sono riportate le due denominazioni. Inoltre, la designazione della marina di grado corrispondente al Jun'i dell'esercito è Heisōchō. La posizione di Kaigun-Shōi-Kōhosei si trova tra ruolo marescialli e ruolo sergenti.
| Categorie                         | Categorie                               | Gradi                                                                      | Gradi                                                                      | Traduzione italiana     | Traduzione italiana     | Paramano   | Controspallina o colletto |
| --------------------------------- | --------------------------------------- | -------------------------------------------------------------------------- | -------------------------------------------------------------------------- | ----------------------- | ----------------------- | ---------- | ------------------------- |
| Sottufficiali della marina        | 准士官 Junshikan (Ruolo marescialli)    | 兵曹長 (Heisōchō ?, (Maresciallo navale) (Tenente associato della marina)) | 兵曹長 (Heisōchō ?, (Maresciallo navale) (Tenente associato della marina)) | Luogotenente            | Luogotenente            |            |                           |
| Sottufficiali della marina        | 士官候補生 Sikan-kōhosei (Aspirante)    | 海軍少尉候補生 (Kaigun-shōi-kōhosei ?, (Cadetto tenente della marina))     | 海軍少尉候補生 (Kaigun-shōi-kōhosei ?, (Cadetto tenente della marina))     | Aspirante guardiamarina | Aspirante guardiamarina |            |                           |
| Sottufficiali della marina        | (Modifica della designazione del grado) | Prima del 1942                                                             | Prima del 1942                                                             | Dopo il 1942            | Dopo il 1942            | Distintivo | Distintivo                |
| Sottufficiali della marina        | 下士官 Kashikan (Ruolo sergenti)        | 一等兵曹 (Ittōheisō?)                                                      | Primo capo                                                                 | 上等兵曹 (Jōtōheisō?)   | Capo superiore          |            |                           |
| Sottufficiali della marina        | 下士官 Kashikan (Ruolo sergenti)        | 二等兵曹 (Nitōheisō?)                                                      | Secondo capo                                                               | 一等兵曹 (Ittōheisō?)   | Primo capo              |            |                           |
| Sottufficiali della marina        | 下士官 Kashikan (Ruolo sergenti)        | 三等兵曹 (Santōheisō?)                                                     | Terzo capo                                                                 | 二等兵曹 (Nitōheisō?)   | Secondo capo            |            |                           |
| Graduati della marina 水兵 Suihei | Graduati della marina 水兵 Suihei       | 一等水兵 (Ittōsuihei?)                                                     | Primo marinaio                                                             | 水兵長 (Suiheichō?)     | Sottocapo               |            |                           |
| Graduati della marina 水兵 Suihei | Graduati della marina 水兵 Suihei       | 二等水兵 (Nitōsuihei?)                                                     | Secondo marinaio                                                           | 上等水兵 (Jōtōsuihei?)  | Marinaio superiore      |            |                           |
| Graduati della marina 水兵 Suihei | Graduati della marina 水兵 Suihei       | 三等水兵 (Santōsuihei?)                                                    | Terzo marinaio                                                             | 一等水兵 (Ittōsuihei?)  | Primo marinaio          |            |                           |
| Graduati della marina 水兵 Suihei | Graduati della marina 水兵 Suihei       | 四等水兵 (Yontōsuihei?)                                                    | Quarto marinaio                                                            | 二等水兵 (Nitōsuihei?)  | Secondo marinaio        |            |                           |